# Великодербетовський улус
Великодербетовський улус (калмицькою Ик Дөрвдә улс) — адміністративно-територіальна одиниця в Астраханській губернії (до 1860), Ставропольській губернії (1860—1920), Калмицької автономної області (1920-35), Калмицької АРСР (1935-43). Існував у 1788—1799 й 1805—1930 року. У 1930 році було перейменовано на Західний улус, що після депортації калмиків у 1943 році передано у Ростовську область й перейменовано на Західний район.

## Створення улусу
Великодербетовський улус було створено 1788 року в результаті поділу Дербетовського улусу на дві частини. Поділ стався внаслідок міжусобиць між братами після смерті власника Дербетовського улусу Калмицького степу. У цю боротьбу були залучені рядові калмики, яким запропонували вибрати собі власника з двох братів. Прихильники старшого брата склали «Ік дөрвүд» — Великодербетовський улус (власники — нойони Хапчукови), прихильники молодшого брата — «Баһ дөрвүд» — Малодербетовський улус (власники — нойони Тундутови). Межею поділу Дербетовського улусу на Великодербетовський й Малодербетовський улуси стала річка Манич. Прихильники старшого брата переселилися в межі Манича, прихильники молодшого брата залишилися кочувати на Ергенях.
Правителем Великодербетовського улусу став Екрем Хапчуков. Малодербетовський улус своїм власником обрав сина Цендена-Дорджі Бабула.
Проте після смерті нойона Великодербетовського улусу Екрема Хапчукова 1799 року й правителя Малодербетовського улусу Бабула у вересні 1799 року відбулися нові ускладнення в цій частині Калмикії. Власником Великодербетовського улусу став молодший брат Екрема -Габун-Шарап, а нойоном Малодербетовського улусу — двоюрідний брат Бабула — Чучей Тундутов. Населення Великодербетовського улусу трохи заспокоїлося, тим більше що в травні 1800 року калмики Великодербетовського улусу повернулися у межі Астраханської губернії у район колишнього кочовища. Згодом Тундутов був затверджений грамотою Павла I від 14 жовтня 1800 року намісником калмицького народу й отримав від нього прапор, шаблю, панцир й соболину шубу. За нового намісника було запроваджено суд зарго. Таким чином, було відновлено Калмицьке ханство. Проте влада намісника була досить обмеженою. 13 липня 1802 року відбулася церемонія оголошення Чучея Тундутова намісником калмицького народу.
23 травня 1803 року Чучей помер й намісництво було ліквідоване, тому що воно не виправдало себе. Намісник не мав реальної влади, тому не зумів навести твердий порядок у тогочасній Калмикії.
В результаті в Дербетовському улусі не припинялися заворушення.
У 1805 році на підставі вільного народного волевиявлення було зроблено остаточний поділ Дербетовського улусу, на Великодербетовський й Малодербетовський. До власника Малодербетовського улусу Ердені-тайше відійшло 3302 кибиток (сімей), а до власника Великодербетовського улусу Габун-Шарапу — 603 кибиток. Цей розділ був затверджений Петербурзьким урядом 14 червня 1809 році.

Ставропольська губернія у 1910 році (рожевим позначено Великодербетовський улус)

Спочатку Великодербетовський улус перебував у складі Астраханської губернії.
29 листопада 1860 року Великодербетовський улус увійшов до складу Ставропольської губернії.
Займана площа Великодербетовського улусу становила 2 100 000 десятин, а населення — 812 кибиток.

## Колонізація
«Площа, зайнята кочовищами Велико-Дербетовського улусу, лежала на найбільшому степовому просторі, починаючи від річки Північна Кугульта до річки Манич й від річки Егорлик до річок Кума й Калаус й обчислювалася мільйонами десятин землі».
Землі Великодербетовського улусу привернули увагу селян центральних губерній Росії. Потік приходьків йшов з двох сторін: через область Війська Донського й з боку Царицина. В результаті самовільних захоплень калмицьких земель утворилися Медвеженський й Новогеоргієвський повіти, з'явилися села Яшалта, Хагинка, Естонка та інші хутори.
Я. П. Дуброва «Побут калмиків Ставропольської губернії», Казань, 1899 р. пише: «Як вже зазначено, початком масового руху у Калмицький степ й, так сказати, його гарячково-квапливого заселення, слід визнати двадцяті роки поточного сторіччя. Всезахоплюючому цьому натиску прийшлих людей самі калмики на перший час не хотіли, а потім не змогли й не зуміли покласти перепону, за необхідності тіснилися до річки Манич, де й знаходили відносний спокій, тому що там суцільні солончаки, що не виявляли зручностей для землеробських поселень».
У 1846 році у цілях поліпшення шляхів сполучення між Надволжям й Передкавказзям імператорським наказом в межах Ставропольської губернії на калмицьких землях влаштовано вісім станиць вздовж тракту: Дивна, Дербетовка, Виноробна, Предтеченська, Величаєвка, Урожайна, Рагулі, Пробитий Колодязь, що перетворилися згодом на села Дивне, Дербетовка та інші. В результаті самовільних й узаконених захоплень калмицьких земель до 1873 році з 2 100 000 десятин землі у користуванні калмиків залишилося 500 000 десятин, левова частка яких належала власникам й їх родичам, жерцям, рядовим калмикам залишилося 212 052 десятин землі.

## Калмики Великодербетовського улусу
Великодербетовський улус складався з 15-ти калмицьких родів:
- 1. Ікі чоноси, 546 чоловіків, 19120 десятин землі
- 2. Бага бурули — 546 чоловіків, 16408 десятин землі
- 3. Кебюти
- 4. Будурмеси — 698 чоловіків, 22355 десятини наділу
- 5. Абганери — 237 чоловіків, 8195 десятин землі
- 6. Цороси
- 7. Шерети — 489 чоловіків, 16157 десятини наділу
- 8. Тарачини
- 9. 2-й Іки тугтуни — 370 чоловіків, 12435 десятин землі.
- 10. Абганер-гаханкіни — 360 чоловіків, 9809 десятин землі.
- 11. Ікі чоноси
- 12. Будульчинери — 1542 чоловіки, 61458 десятин землі.

У 1891 році Ікі чоноси й Будульчинери розділили земельні наділи.
- 13. Хаджинкіни — 177 чоловіків, 7500 десятин землі.
- 14. Бага тугтуни — 642 чоловіків, 35037 десятин землі.
- 15. 2-й Бага тугтуни — 80 чоловіків, 9800 десятин землі.

В кінці XIX сторіччя населення Великодербетовського улусу становило 11 тисяч осіб. До 1892 року калмики Великодербетовського улусу перебували в особистій залежності від нойонів. Останнім власником Великодербетовського улусу був князь Михайло Гахаев. За звільнення калмиков від кріпосної залежності власник улусу Михайло Гахаєв отримав винагороду з фонду калмицького суспільного капіталу 60060 рублів.
У 1871 році тугтуни Великодербетовського улусу розділилися на 3 аймаки (аймачні групи): 1-й Ікітугтун, 2-й Ікітугтун, Багатугтун. Серед тугтунів зустрічалися представники етнічних груп: «хөд» («хойти»), «хазгуд», «чонкгшуд», «бутчинкн», «сявсгуд», «сугкнр».

## Постреволюційний період
До 1920 року Великодербетовський улус відносився до Медвежинського повіту Ставропольської губернії.
У грудні 1917 року в улусі проголошена радянська влада. Проте тільки у 1920 році запроваджено новий територіальний поділ й Великодербетовський улус увійшов до складу новоствореної Калмицької автономної області.
Площа Великодербетовського улусу становила 3278 кв. км, населення у 1925 році — 25,7 тисяч. Центр улусу — улусна ставка Башанта.
До складу улусу входили наступні аймаки: Абганери, Абганер-гаханкіни, Багабурули, Будульчинери, Бюдермес — Кебюти, 1-й Багатугтун, 2-й Багатугтун, Башанта, 1-й Ікічоноси, 2-й Ікічоноси, 1-й Ікітугтун, 2-й Ікітугтун. У 1925 році Бюдермес-Кюбетовський аймак перейменовано на Цоросовський, Багабурульський — на Ікітугтуновський.
У 1924—1926 роках до Великодербетовського улусу переселені калмики зі Сальського округу Донської області, Терської, Оренбурзької губерній; з'явилися нові населені пункти: Дон-Урал, Кумський, Цевднякин, Борна, Денисовка, Потап-Біляєвський та інші.
У 1930 році Великодербетовський улус перейменовано на Західний улус, в 1938 році з Західного улусу виділено Яшалтинський улус.

## Населення
Динаміка чисельності населення
| 1873  | 1892   | 1906   | 1918   |
| ----- | ------ | ------ | ------ |
| 10348 | ↗11804 | ↘11008 | ↗13356 |

## Господарство
Основним заняттям калмиків було екстенсивне скотарство. Худоба цілорічно перебувала на підніжному корму й часто гинула від нестачі корму й сильних морозів. З давніх часів калмики розводили п'ять видів худоби — велику рогату худобу, коней, верблюдів, овець та кіз. Вівці становили 70 % від всього поголів'я худоби. Найбільш поширеною породою була калмицька курдючна вівця м'ясного напряму. Кількість корів у загальному стаді було невелике й перевищувала 1-1,5 %. Калмицька порода коней була отримана схрещуванням монгольських коней, виведених з Джунгарії з місцевими породами Півдня Росії. В кінці 19-го, початку 20 сторіч багато скотарів мали величезні табуни. Нойони й зайсанги постачали коней для кавалерійських частин царської армії. Великим конярем був калмицький князь Гахаєв. Його коні брали участь у перегонах, що влаштовувалися в різних губерніях Росії. Значну роль в господарстві відігравали двогорбі верблюди — бактріани. Їх використовували в транспортних цілях й для верхової їзди. Від верблюдів отримували м'ясо, вовну, шкури.